# Danimarca ai Giochi della X Olimpiade
La Danimarca partecipò ai Giochi della X Olimpiade, svoltisi a Los Angeles, Stati Uniti, dal 30 luglio al 14 agosto 1932, con una delegazione di 43 atleti impegnati in nove discipline.

## Medagliere

### Per discipline
| Sport              | Oro | Argento | Bronzo | Totale |
| ------------------ | --- | ------- | ------ | ------ |
| Ciclismo           | 0   | 1       | 1      | 2      |
| Lotta greco-romana | 0   | 1       | 0      | 1      |
| Sollevamento pesi  | 0   | 1       | 0      | 1      |
| Nuoto              | 0   | 0       | 1      | 1      |
| Pugilato           | 0   | 0       | 1      | 1      |
| Totale             | 0   | 3       | 3      | 6      |

### Medaglie
| Medaglia | Atleta                                  | Sport              | Evento                   |
| -------- | --------------------------------------- | ------------------ | ------------------------ |
| Argento  | Frode Sørensen Leo Nielsen Henry Hansen | Ciclismo           | Corsa a squadre          |
| Argento  | Abraham Kurland                         | Lotta greco-romana | Pesi leggeri             |
| Argento  | Svend Olsen                             | Sollevamento pesi  | Pesi massimi-leggeri     |
| Bronzo   | Harald Christensen Willy Gervin         | Ciclismo           | Tandem                   |
| Bronzo   | Else Jacobsen                           | Nuoto              | 200 metri rana femminili |
| Bronzo   | Peter Jørgensen                         | Pugilato           | Pesi mediomassimi        |